# 拉蒙·岑霍伊泽恩
拉蒙·岑霍伊泽恩（德語：Ramon Zenhäusern，1992年5月4日—），瑞士男子高山滑雪运动员。他曾代表瑞士参加2014年、2018年和2022年冬季奥林匹克运动会高山滑雪比赛，获得一枚金牌和一枚银牌。